# 阿爾西諾伊二世
阿爾西諾伊二世（菲拉得爾福斯）（前316年—前270年），是托勒密一世及其第四任妻子贝勒尼基一世的女儿。她先后成为色雷斯国王利西馬科斯，托勒密·克勞諾斯（同父异母兄弟）及埃及国王托勒密二世（同父同母弟）的妻子。

## 生平
大约在16岁时，阿爾西諾伊被许嫁给色雷斯國王利西馬科斯，並與他育有三子。但利西馬科斯已经有一位继承人──阿加托克利斯。為了自己的兒子繼承王位，她诬陷阿加托克利斯阴谋反对他的父王，前者因而见杀。此举终于导致国王与国家的败亡。此前，托勒密·克勞諾斯因其父欲将王位授予贝勒尼基一世所生之子，即后来的埃及国王托勒密二世，而流亡到色雷斯宫廷寻求庇护，阿加托克利斯的妻子利桑德拉是他的同母姐妹。阿加托克利斯死后，利桑德拉立刻带着子女，与托勒密·克勞諾斯逃到塞琉古，请求国王塞琉古一世发兵援救，成为塞琉古一世干涉埃及与色雷斯事务的借口。在前281年的庫魯佩迪安戰役中，利西馬科斯被杀。托勒密·克勞諾斯之后杀死塞琉古一世，被士兵拥为马其顿国王。
阿爾西諾伊逃亡到卡山德里亞，同意嫁給托勒密·克勞諾斯。這肯定是她的一個錯誤抉定，因為托勒密馬上便殺了她的兩個兒子，僅一子得以逃脫。她再次逃亡，這一次她到了埃及的亞歷山卓。
埃及國王托勒密二世的第一任妻子阿爾西諾伊一世（利西馬科斯之女）後來的被控告及流放，也許也是被阿爾西諾伊二世挑動的。阿爾西諾伊二世其後嫁給她的弟弟，被希臘人稱為「菲拉得爾福斯」。她也享有與丈夫的頭銜，並顯然地很有影響力，她擁有受封賜的城市、對她的膜拜（埃及人的一種習俗）及錢幣上有她的頭像。她在外交上很有貢献，其中包括托密勒王朝在埃及與中東塞琉西帝國的第一次敘利亞戰爭（前274–前271年）的勝利。在她死後，托勒密二世在官方文件上仍有她的署名、錢幣上仍有她的頭像及繼續對她的膜拜。

## 修改资料来源
- http://www.livius.org/ps-pz/ptolemies/ptolemy_keraunos.html （页面存档备份，存于）